# You Owe Me (The Chainsmokers)
You Owe Me è un singolo del duo statunitense The Chainsmokers, pubblicato il 16 febbraio 2018 come secondo estratto dal secondo album in studio Sick Boy.

## Video musicale
Il video musicale è stato pubblicato il 15 febbraio 2018 sul canale Vevo-YouTube del duo.